# Gatta Cenerentola
Pour l’article homonyme, voir La Cenerentola.
Gatta Cenerentola est un film d'animation italien  réalisé par Alessandro Rak, Ivan Cappiello, Marino Guarnieri et Dario Sansone sorti en 2017. Il est inspiré du conte de Giambattista Basile et de la pièce de Roberto De Simone.
Le film, précédé du court-métrage Symposio suino en ré-mineur, écrit et réalisé par Francesco Filippini, a été projeté au Festival de Venise 2017  dans la section Orizzonti, et distribué dans les salles italiennes le 14 septembre 2017 Le film est officiellement sorti en DVD le 22 décembre 2017. Le film était également en compétition pour les Oscars 2018 dans la catégorie Meilleur film d'animation, mais ne figure pas dans les cinq derniers retenus.
Gatta Cenerentola a remporté 7 nominations aux David di Donatello le 21 mars 2018, ainsi que deux prix pour le meilleur producteur (Luciano Stella et Maria Carolina Terzi) et les meilleurs effets spéciaux visuels (M.A.D. Entertainment).

## Synopsis
Vittorio Basile est un riche scientifique et armateur ; l'un de ses navires, le Mégaride, est un navire de haute technologie qui enregistre tout ce qui se passe à bord et le montre sous forme d'hologrammes. Basile veut faire du port de Naples un immense port technologique et du Mégaride une base de données numérique qui garde en mémoire tous ceux qui montent à bord.
Basile a une fille de 3 ans, Mia. Basile va épouser Angelica, mère de cinq filles et un fils gay, Luigi. Le jour du mariage, Salvatore Lo Giusto, surnommé « O'Re » (Le Roi), un ambitieux parrain de la drogue et amant secret d'Angelica, tue Basile. Après ce choc, Mia devient aphonique  et se retrouve sous la protection de sa belle-mère Angelica. Mia est la seule héritière du Mégaride et, selon le plan de Lo Giusto, à 18 ans elle va signer un contrat qui lui donnera tout son héritage. Mia vit avec Angelica et ses cruelles filles qui la traitent comme une servante et l'appellent « Gatta Cenerentola » (Cendrillon le chat) à cause de son habitude de ramper comme un chat dans les cales du bateau . Le Mégaride reste au port pendant 15 ans et Angelica en fait un sordide bordel . Le rêve de Lo Giusto et d'Angelica est de transformer la ville de Naples, en une capitale du crime et du recyclage de drogue.
Primo Gemito, ancien garde du corps de Basile, en l'absence de ce dernier, tente de trouver des preuves pour piéger Lo Giusto, mais il est tabassé par les filles d'Angelica qui travaillent comme prostituées dans le bordel. Primo est sauvé par Mia, qui était sous sa protection quand elle était bébé.  Même après 15 ans ils se reconnaissent et grâce à Mia, Primo trouve toutes les preuves dont il a besoin, y compris des images de la cale du navire où Lo Giusto a jeté les corps de ses ennemis. Primo veut éloigner Mia du Mégaride, mais elle refuse de quitter le navire de son père.
Après une longue absence, Lo Giusto revient à Naples pour les 18 ans de Mia. Le temps est venu pour que Mia signe le transfert de propriété, ainsi  Lo Giusto et Angelica seront libres de se marier après avoir tué Mia. Cependant, Lo Giusto avoue qu'il n'a jamais aimé Angelica et qu'il ne veut pas l'épouser puisqu'elle est devenue très vieille et qu'il envisage désormais d'épouser Mia. Lo Giusto place Mia dans la suite que Basile a donné à Angelica lors de leurs fiançailles et lui offre de belles robes et chaussures. Au début, Mia est flattée par cette gentillesse, mais avant la cérémonie, elle voit un hologramme qui montre le moment où Lo Giusto tue son père. Brisée, Mia s'échappe par les conduits pourchassée par les sbires de Lo Giusto.
Primo conduit un groupe de policiers pour arrêter Lo Giusto. Lo Giusto a déjà nettoyé la cale du navire pour effacer les indices compromettants et ménace de le tuer, mais Primo n'a pas peur de mourir, car il veut restaurer le droit à Naples et sauver Mia de son mariage. Pendant ce temps, Angelica comprend que Lo Giusto veut épouser Mia à sa place et demande à ses filles de la tuer avant la cérémonie.
Quand les belles-sœurs trouvent enfin Mia elles sont prises en embuscade par les sbires de Lo Giusto. Une fusillade commence alors entre les filles d'Angelica et les sbires et se termine par un massacre : toutes les filles d'Angelica sont tuées et le dernier sbires de Lo Giusto est abattu par Angelica elle-même. En regardant les cadavres de tous ses enfants, Angelica comprend que tout ce qui s'est passé n'était pas la faute de Mia, mais la sienne, puisqu'elle a trahi Basile, le seul homme qui l'aimait vraiment, et a ensuite laissé Lo Giusto l'utiliser pour ses propres fins. Angelica décide d'épargner Mia et se rend à la salle des machines pour faire exploser le navire et tout le monde à l'intérieur, mais d'abord elle demande à Mia d'aller dans sa suite et libérer un merle que Basile lui a donné pendant leurs fiançailles et ensuite de quitter le navire avant l'explosion. Angelica commence le compte à rebours et, comme elle veut aussi mourir, elle s'assoit sur un balcon fumant une cigarette.
Primo parvient à donner l'alarme, permettant à tout le monde de quitter le Mégaride à temps, tandis que Lo Giusto essaie d'emmener Mia avec lui. Un combat s'engage entre Mia et Lo Giusto. Finalement Primo et Mia réussissent à quitter le navire juste avant l'explosion, tandis que Lo Giusto en sang meurt dans un des couloirs.

## Fiche technique
- Titre : Gatta Cenerentola
- Réalisation : Alessandro Rak, Ivan Cappiello, Marino Guarnieri, Dario Sansone
- Sujet : Ivan Cappiello, Marco Galli
- Scénario : Alessandro Rak, Ivan Cappiello, Marino Guarnieri, Dario Sansone, Marianna Garofalo, Corrado Morra, Italo Scialdone
- Producteur : Luciano Stella, Maria Carolina Terzi, Mauro Luchetti
- Maison de production : Mad Entertainment, Big Sur, Sky Dancers, Tramp Ltd, O' Groove, Rai Cinema, MiBACT
- Distribution (Italie) : Videa
- Montage : Alessandro Rak, Marino Guarnieri
- Effets spéciaux : Alessandro Rak, Ivan Cappiello, Marino Guarnieri, Dario Sansone, Annarita Calligaris, Corrado Piscitelli, Laura Sammati, Ivana Verze
- Musique : Antonio Fresa, Luigi Scialdone
- Directeur artistique : Alessandro Rak, Ivan Cappiello, Marino Guarnieri, Dario Sansone
- Durée : 86 min
- Rapport : 1,90:1
- Genre : film d'animation
- Langues : italien, anglais, napolitain
- Pays de production :  Italie
- Année : 2017
- Animateurs : Alessandro Rak, Ivan Cappiello, Marino Guarnieri, Dario Sansone, Annarita Calligaris, Corrado Piscitelli, Laura Sammati, Ivana Verze, Antonia Emanuela Angrisani, Barbara Ciardo, Danilo Florio

## Distribution
- Massimiliano Gallo : Salvatore Lo Giusto
- Maria Pia Calzone : Angelica Carannante
- Alessandro Gassmann : Primo Gemito
- Mariano Rigillo : Vittorio Basile
- Renato Carpentieri : le commissaire
- Ciro Priello : Luigi
- Federica Altamura : Anna
- Chiara Baffi : Barbara
- Francesca Romana Bergamo : Carmen et Luisa
- Anna Trieste : Sofia
- Gino Fastidio : Giacomo

## Distinction
- David di Donatello 2018 : Meilleur producteur pour Luciano Stella et Maria Carolina Terzi pour Mad Entertainment et Rai Cinema